# Ris (Galguduud)
Ris is een dorp in het district Ceel Buur (El Bur) in de regio Galguduud, deelstaat Galmudug, in Centraal-Somalië.
Ris ligt in een dunbevolkte steppe met laag struikgewas en her en der een boom. Het bestaat slechts uit één straatje met gebouwtjes aan weerszijden en wat losse hutjes en berkads in de omgeving. 2,3 km ten westen van het dorp ligt de bron Maraoaasho waar vee wordt gedrenkt. Ris is via onverharde wegen en paden verbonden met plaatsen in de omgeving, zoals de districtshoofdstad Ceel Buur (El Bur), 94 km ten westen van Ris. Andere plaatsen in de omgeving zijn Gal Hareeri (34 km ten westen van Ris); Garable (37 km ten noordwesten); Jowlo (18 km ten noordoosten) en Harardheere (48 km ten oosten). De kust van de Indische Oceaan ligt op 45 km afstand.
Ris ligt in een gebied dat al sinds ca. 2007 in handen is van de islamitische terreurgroep Al-Shabaab. In februari 2010 vonden gevechten plaats in Ris tussen strijders van Al-Shabaab en regeringsgetrouwe milities. Daarbij zouden ten minste 5 doden zijn gevallen met slachtoffers aan beide kanten. In april 2010 waren er opnieuw gevechten tussen Al-Shabaab en regeringstroepen bij Ris.

## Klimaat
Ris heeft een aride steppeklimaat. De gemiddelde jaartemperatuur is 26,2 °C. April is de warmste maand, gemiddeld 28,4 °C; juli is het koelste, gemiddeld 25,1 °C. De jaarlijkse regenval bedraagt ca. 238 mm (ter vergelijking: Nederland ca. 800 mm). Er zijn twee duidelijke droge seizoenen: van december t/m maart en juni t/m september, en twee regenseizoenen, april-mei (de zgn. Gu-regens) en oktober-november (de zgn. Dayr-regens). Bijna alle regen in het jaar valt in die 4 maanden. Overigens kan de neerslag sterk fluctueren van jaar tot jaar.